# Аратинга пуерто-риканський
Арати́нга пуерто-риканський (Psittacara maugei) — вимерлий вид папугоподібних птахів родини папугових (Psittacidae), що був ендеміком Пуерто-Рико. Раніше вважався підвидом гаїтянського аратинги, однак був визнаний окремим видом.

## Опис

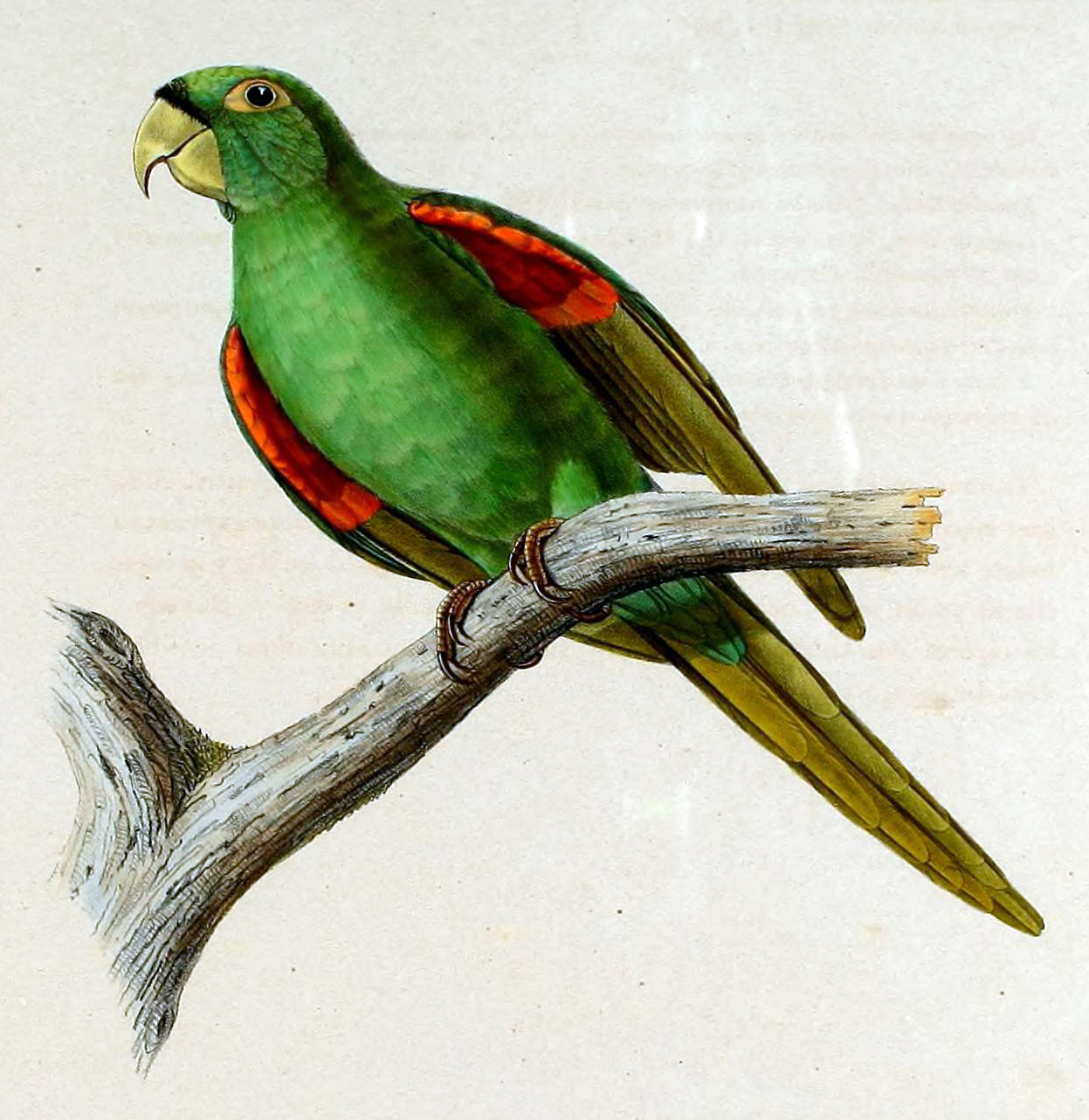
Пуерто-риканський аратинга

Довжина птаха становить 32 см. Забарвлення було переважно зеленим, на крилах були червоні плями, на лобі іноді траплялися червоні плямки. Райдужки були жовтувато-оранжевими, навколо очей біли плями голої білуватої шкіри, дзьоб був рожевувато-жовтим, лапи сірими. Порівняно з гаїтянським аратингою, пуерто-риканський аратинга мав дещо менші розміри, більш тьмяне забарвлення і більші плями на крилах.

## Поширення і екологія
Пуерто-риканські аратинги мешкали на острові Мона, розташованому між Пуерто-Рико і островом Гаїті, та на самому Пуерто-Рико. Вони зустрічалися зграйками, живилися насінням, плодами, горіхами, ягодами, листям і бруньками. Гніздилися в дуплах дерев, покинутих дуплах дятлів і в гніздах деревних термітів.

## Вимирання
Останній зразок птаха був зібраний на острові Мона у 1892 році. На Пуерто-Рико птах вимер ще у 1860-х роках. Імовірно, причиною вимирання пуерто-риканських аратинг було полювання.